# Herbert Schröder-Stranz

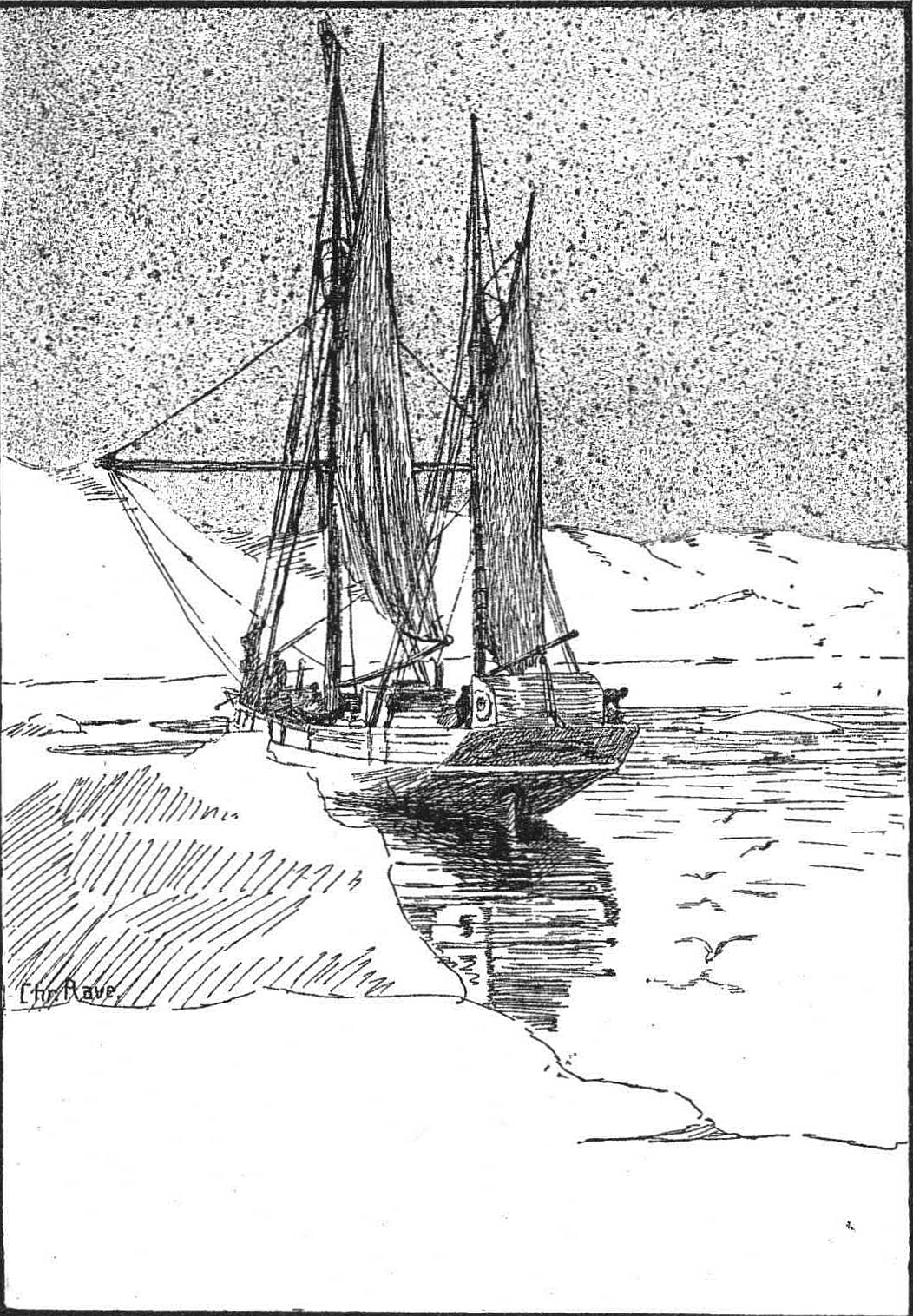
Schröder-Stranz-expeditionens fartyg Herzog Ernst, 1912.

Herbert Schröder-Stranz, född 9 juni 1884, död i augusti 1912, var en tysk polarfarare och militär.
Schröder-Stranz deltog som frivillig officer i tyskarnas krig mot hereroerna 1904 i nuvarande Namibia. Han framlade senare en plan till en expedition för Nordostpassagens förnyande. För att förbereda denna företog han 1912 med en norsk fångstjakt och 14 kamrater, varav nio tyskar, en expedition till Spetsbergens Nordostland, vid vars nordvästra kust han landsattes med tre följeslagare den 14 augusti. Intet spår har sedermera träffats av dessa. Expeditionen blev även i övrigt olycklig. Fartyget instängdes av isen i Treurenbergbukten, och under försök att över land nå kolgruvorna i Isfjorden omkom ytterligare fyra av expeditionens deltagare. De överlevande räddades våren 1913 av en undsättningsexpedition under norrmannen Arve Staxrud.